# کومسومولسک، اوبلاست ایوانوف

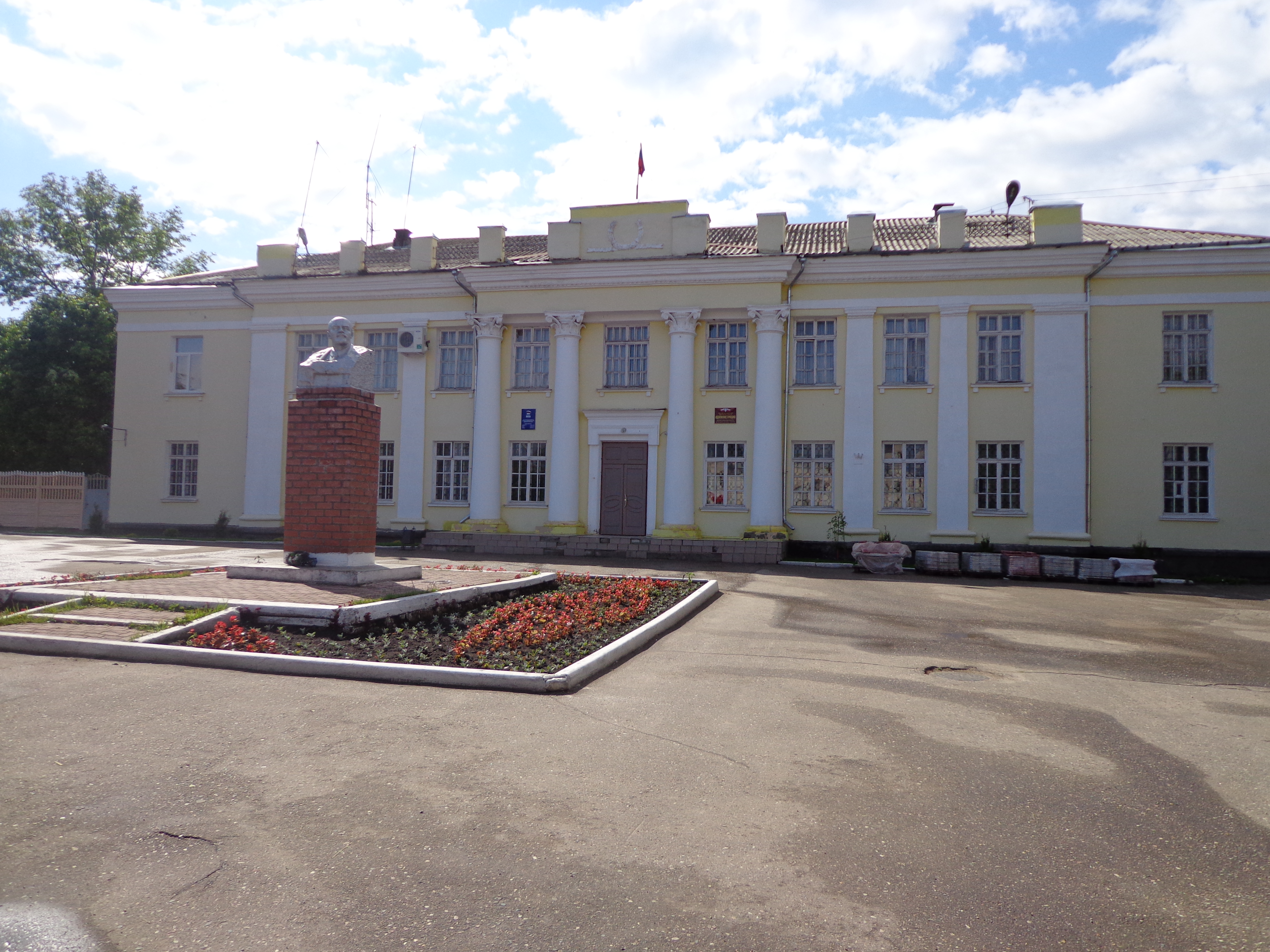
کومسومولسک، اوبلاست ایوانوف

شهر کومسومولسک، اوبلاست ایوانوف (به روسی: Комсомольск) در کشور روسیه و در اوبلاست ایوانوف واقع شده‌است.